# Ixtlar
Ixtlar är en ort i Mexiko.   Den ligger i kommunen Tantoyuca och delstaten Veracruz, i den sydöstra delen av landet, 240 km norr om huvudstaden Mexico City. Ixtlar ligger 107 meter över havet och antalet invånare är 354.
Terrängen runt Ixtlar är platt, och sluttar västerut. Runt Ixtlar är det ganska tätbefolkat, med 72 invånare per kvadratkilometer. Närmaste större samhälle är Tantoyuca, 13,6 km sydost om Ixtlar. Trakten runt Ixtlar består till största delen av jordbruksmark.